# Сеймурии
Сейму́рии (лат. Seymouria) — род вымерших рептилиоморф из семейства Seymouriidae отряда сеймуриаморф, живших во времена раннепермской эпохи (296,4—273,0 миллионов лет назад) на территории современных Германии и США.
Сеймурии относятся к особой ветви четвероногих, которые ещё не являются амниотами (рептилиями в традиционном понимании), но эволюционно близки к последним. Раньше этот род часто считали примитивными рептилиями.

## Описание

Сравнительный размер сеймурии (Seymouria baylorensis)

Размер сеймурий составлял 60—90 см в длину. Для адаптации к сухому климату пермского периода и для обеспечения возможности долгое время проводить в поисках пищи вдали от воды, сеймурии выработали ряд признаков, сближающих их с рептилиями. Они имели короткие сильные ноги, строение поясов конечностей и позвоночника сеймурий близко к котилозаврам. В то же время строение их черепа и зубного аппарата достаточно типично для первых земноводных, хотя некоторые черты роднят сеймурий с ранними амниотами. Судя по строению конечностей, сеймурии не были способны к быстрому движению. Возможно у них была сухая кожа и существовали механизмы сохранения воды. Свидетельств существования у сеймурий чешуи не найдено.
Сеймурии были плотоядны, питались насекомыми, мелкими позвоночными, яйцами рептилий и так далее. Кости черепа самцов сеймурий были относительно толстыми и массивными, возможно это имело значение при борьбе за самку. После спаривания самкам приходилось возвращаться к воде чтобы отложить икру. В воде также жили личинки сеймурий. К настоящему времени они не были обнаружены и идентифицированы, однако известны личинки других сеймуриаморф; для них характерны внешние жабры.

## Изучение
Ископаемые остатки сеймурий были впервые найдены вблизи городка Симор (округ Бэйлор, Техас, США), что отражено в названии типового вида данного рода Seymouria baylorensis. Впоследствии в США и Германии было найдено большое количество хорошо сохранившихся остатков сеймурий. В Тамбах-Дитарце обнаружена пара лежащих друг на друге скелетов. Точно определить, представляют ли они собой двух погибших при спаривании особей, не представляется возможным.

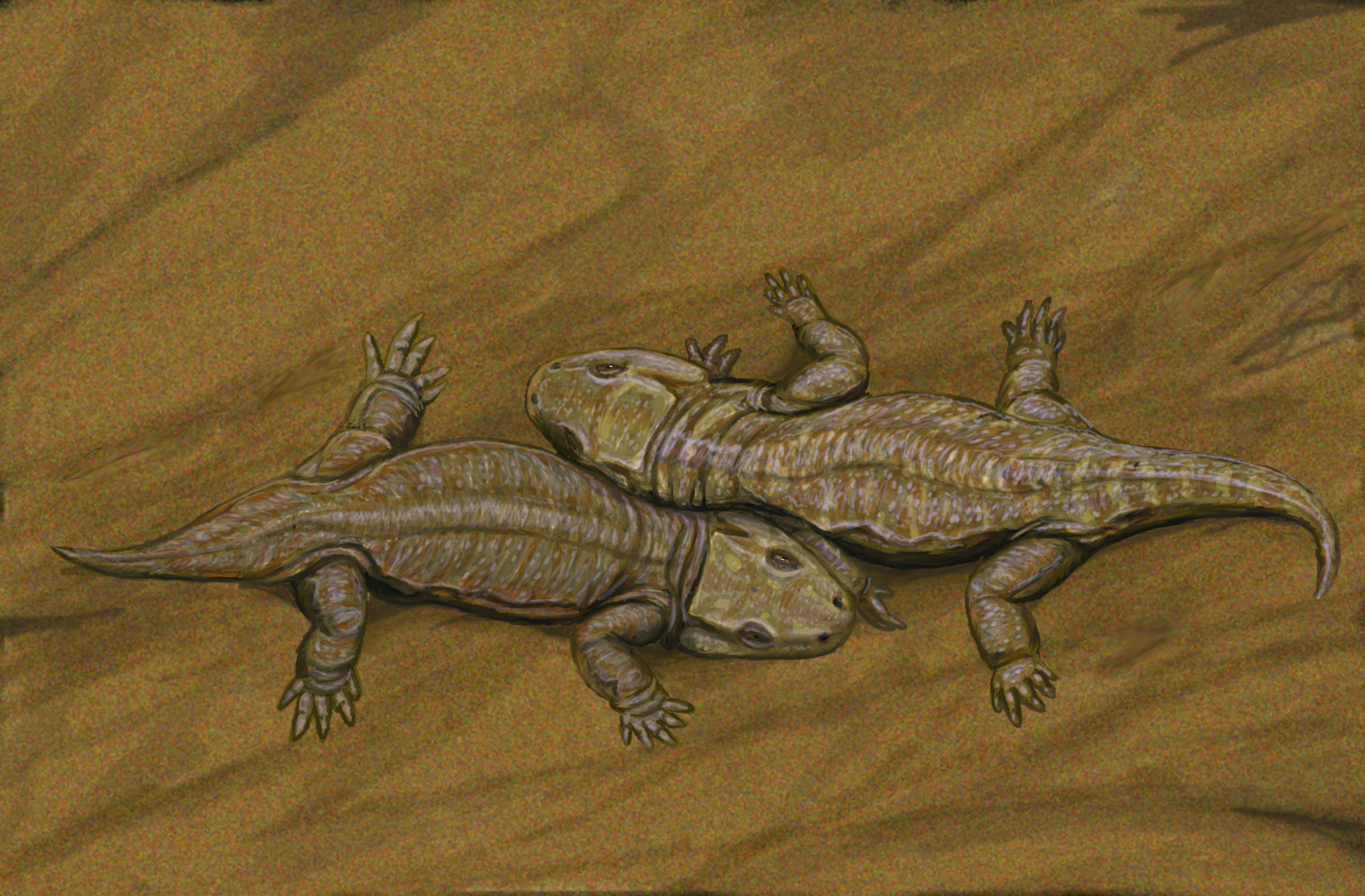
Seymouria sanjuanensis из нижней перми Тамбаха

## Классификация
По данным сайта Paleobiology Database, на декабрь 2017 года в род включают 3 вымерших вида:
- Seymouria baylorensis Broili, 1904 [syn. Conodectes favosus Cope, 1896, Desmospondylus anomalus Williston, 1910] — Сеймурия[6], представлена наибольшим числом находок из Техаса и Оклахомы.
- Seymouria grandis Olson, 1979 — представлен фрагментами скелета, найденными США.
- Seymouria sanjuanensis Vaughn, 1966 — широко распространённый вид, найденный в Германии.

## В культуре
Сеймурия была показана в научно-популярном телесериале «Прогулки с монстрами» (BBC), где она по сюжету наблюдает за гнездом диметродона, основного персонажа серии, посвящённой нижней перми, пытается съесть кладку его яиц, однако сама оказывается его жертвой.